# جيري كروفورد
جيري كروفورد (بالإنجليزية: Jerry Crawford)‏ هو حكم كرة قاعدة ‏ أمريكي، ولد في 13 أغسطس 1947 في فيلادلفيا في الولايات المتحدة.